# Gare de Berlin Potsdamer Platz
La gare de Berlin Potsdamer Platz est une gare ferroviaire souterraine de Berlin reliant différents moyens de transport des lignes régionales (Regional-Express et Regionalbahn) et du S-Bahn, située dans le tunnel nord-sud. Potsdamer Platz est également une station de la ligne 2 du métro de Berlin. 
Elle se trouve au-dessous de la Potsdamer Platz dans le quartier de Mitte, sur la frontière avec Tiergarten. Du temps de la partition de la ville entre Berlin-Ouest et Berlin-Est, la gare du S-Bahn se trouvait sous le mur de Berlin et les trains ne s'arrêtaient pas, faisant de la gare une station fantôme. L'ancienne gare de Potsdam, aujourd'hui disparue, était située immédiatement au sud.

## Histoire
Ouvre en 1838, la gare de Potsdam a été la première à Berlin. Située près de la Potsdamer Platz, en gehors du Mur de douane et d'accise, elle fut le terminus de la ligne de Berlin à Potsdam (Stammbahn), la première ligne de chemin de fer construite en Prusse. Gravement endommagée par le bombardement de Berlin pendant la Seconde Guerre mondiale, elle est renfermée de façon définitive en 1946.

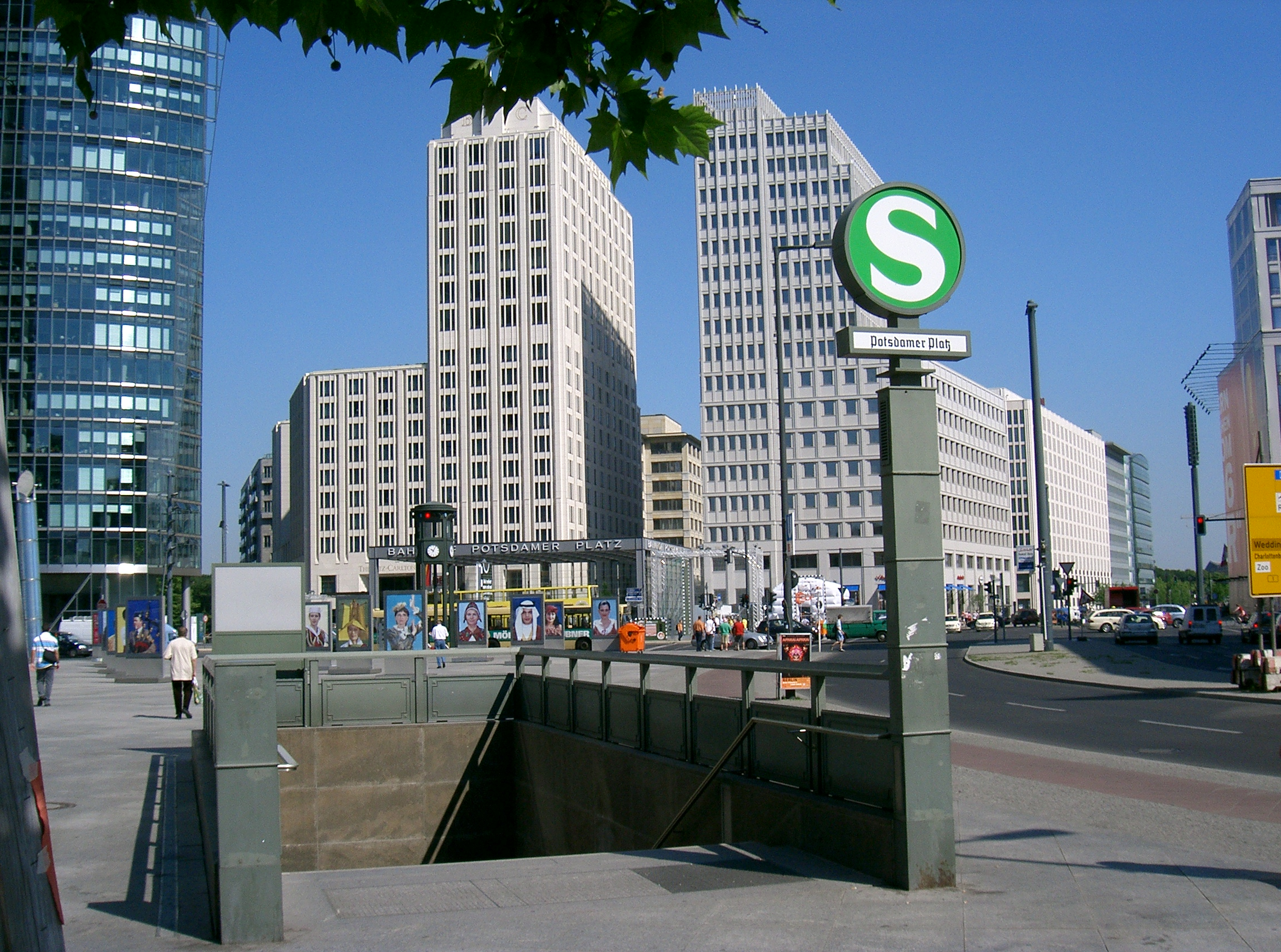
Entrée de la gare du S-Bahn.

Le 9 octobre 1939, la première section du tunnel nord-sud entre les gares de Humboldthain et d'Unter den Linden (aujourd'hui Brandenburger Tor) est prolongée jusqu'à la gare de Großgörschenstraße (actuellement Yorckstraße) au sud en passant par une nouvelle gare souterraine située sous la Potsdamer Platz à proximité de la gare de Potsdam. À ce temps, le tunnel a fait la liaison entre la gare de Potsdam et la gare d'Anhalt au sud, ainsi que la gare de Stettin au nord ; trois terminus avec dessertes de grandes lignes.
La gare régionale Potsdamer Platz est mise en service le 28 mai 2006, elle fait partie de la nouvealle liaison ferroviaire nord-sud de grandes lignes reliant la gare centrale de Berlin et la gare de Berlin Südkreuz.

## Service des voyageurs

### Desserte
La gare est desservie par les Regional-Express et Regionalbahn, ainsi que les S-Bahn S1, S2, S25 et S26.
| Ligne | Villes étapes | Villes étapes | Villes étapes |
| ----- | --- | --- | --- |
| RE3   | Stralsund - Neubrandenbourg – Neustrelitz – Oranienburg – Gare centrale de Berlin – Ludwigsfelde - Jüterbog -            | Stralsund - Neubrandenbourg – Neustrelitz – Oranienburg – Gare centrale de Berlin – Ludwigsfelde - Jüterbog -            | Wittemberg |
| RE3   | Stralsund - Neubrandenbourg – Neustrelitz – Oranienburg – Gare centrale de Berlin – Ludwigsfelde - Jüterbog -            | Stralsund - Neubrandenbourg – Neustrelitz – Oranienburg – Gare centrale de Berlin – Ludwigsfelde - Jüterbog -            | Falkenberg-sur-Elster |
| RE4   | (Jüterbog) – Ludwigsfelde – Teltow – Gare centrale de Berlin – Berlin-Spandau – Dallgow-Döberitz – Wustermark – Rathenow | (Jüterbog) – Ludwigsfelde – Teltow – Gare centrale de Berlin – Berlin-Spandau – Dallgow-Döberitz – Wustermark – Rathenow | (Jüterbog) – Ludwigsfelde – Teltow – Gare centrale de Berlin – Berlin-Spandau – Dallgow-Döberitz – Wustermark – Rathenow |
| RE5   | Wünsdorf-Waldstadt | – Gare centrale de Berlin – Oranienburg – Neustrelitz –                                                                  | Güstrow – Rostock |
| RE5   | Elsterwerda | – Gare centrale de Berlin – Oranienburg – Neustrelitz –                                                                  | Neubrandenbourg – Stralsund                                                                                              |
| RE8   | Gare centrale de Berlin – Berlin Südkreuz – Wünsdorf-Waldstadt – Luckau –                                                | Gare centrale de Berlin – Berlin Südkreuz – Wünsdorf-Waldstadt – Luckau –                                                | Elsterwerda |
| RE8   | Finsterwalde | | |
| RB10  | Berlin Südkreuz – Gare centrale de Berlin – Berlin Jungfernheide – Berlin-Spandau – Falkensee – Nauen                    | Berlin Südkreuz – Gare centrale de Berlin – Berlin Jungfernheide – Berlin-Spandau – Falkensee – Nauen                    | Berlin Südkreuz – Gare centrale de Berlin – Berlin Jungfernheide – Berlin-Spandau – Falkensee – Nauen                    |
| RB14  | Berlin Südkreuz – Gare centrale de Berlin – Berlin-Spandau – Falkensee – Nauen                                           | Berlin Südkreuz – Gare centrale de Berlin – Berlin-Spandau – Falkensee – Nauen                                           | Berlin Südkreuz – Gare centrale de Berlin – Berlin-Spandau – Falkensee – Nauen                                           |